# Anextiomarus
Anextiomarus é um epíteto céltico do deus-sol Apolo gravado em uma inscrição romana-britânica de South Shields, Inglaterra. A forma é uma variante de Anextlomarus, 'Grande protetor', um estilo ou nome divino atestado em um fragmento de dedicatória gálica-romana de Le Mans, França. Anextlomarus é também apresentado como um nome de pai de homem gaulês em Langres, e uma forma divina feminina, Anextlomara, que aparece em duas outras dedicatórias galo-romanas de Avenches, Suíça.